# Copshop
Pour plus de détails, voir Fiche technique et Distribution.
Copshop ou Descente au poste au Québec est un film d'action américain réalisé par Joe Carnahan et sorti en 2021.

## Synopsis
Le commissariat de police d'une petite ville du Nevada devient un improbable champ de bataille entre le tueur à gages Bob Viddick, la jeune recrue Valerie Young et Teddy Murretto, un escroc qui s'est réfugié derrière les barreaux.

## Fiche technique
Sauf indication contraire, les informations mentionnées dans cette section peuvent être confirmées par la base de données cinématographiques IMDb,  présente dans la section « Liens externes ».
- Titre original et français : Copshop
- Titre québécois : Descente au poste
- Réalisation : Joe Carnahan
- Scénario : Kurt McLeod et Joe Carnahan, d'après une histoire de Mark Williams et Kurt McLeod
- Musique : Clinton Shorter
- Direction artistique : Leslie McDonald et Billy W. Ray
- Décors : Jon Billington
- Costumes : Jayna Mansbridge
- Photographie : Juan Miguel Azpiroz
- Montage : Kevin Hale
- Production :  Mark Williams, Tai Duncan, Warren Goz, Eric Gold, Joe Carnahan, Frank Grillo, Gerard Butler, Alan Siegel et James Masciello
  - Production déléguée : Tom Ortenberg, Matthew Sidari et William W. Wilson III
- Sociétés de production : Sculptor Media, Zero Gravity Management, G-BASE Film Production, Raven Capital Management et WarParty Films
- Sociétés de distribution : Open Road Films / Briarcliff Entertainment (États-Unis), Elevation Pictures (Canada)
- Budget : n/a
- Pays de production :  États-Unis
- Langue originale : anglais
- Format : couleur — 2,39:1
- Genre : action, thriller, policier
- Durée : 107 minutes
- Dates de sortie :

  - États-Unis, Canada : 17 septembre 2021
  - France : 13 décembre 2021 (en VOD sur Prime Video)
- Classification[2] :
  - États-Unis : R - Restricted

## Distribution
- Gerard Butler (VF et VQ : Louis-Philippe Dandenault) : Robert « Bob » K. Viddick
- Frank Grillo (VF et VQ : Pierre Auger)  : Theodore « Teddy » Muretto
- Alexis Louder (en) (VF et VQ : Sofia Blondin) : Valerie Young
- Toby Huss (VF et VQ : Éric Gaudry) : Anthony J. Lamb
- Ryan O'Nan (VF et VQ : Alexandre Daneau) : Huber
- Kaiwi Lyman-Mersereau (en) (VF et VQ : Alexandre Fortin) : Barnes
- Keith Jardine : le patrouilleur Faulkner

Version française : 
- Société de doublage : Les Vilains Garçons
- Direction artistique : Nicolas Charbonneaux-Collombet
- Adaptation des dialogues : Alexis Joubert

Source et légende : version française (VF) sur le carton du doublage français.

## Production

### Genèse et développement
En septembre 2020, Gerard Butler et Frank Grillo sont annoncés dans les rôles principaux d'un thriller, d'action de Joe Carnahan. Le scénario est écrit par Kurt McLeod, d'après une histoire qu'il a développée avec Mark Williams (en),. Kurt McLeod, qui travaille comme conseiller financier à Edmonton, signe ici son premier script. Joe Carnahan réécrit ensuite le script. Le film est produit par Mark Williams et Tai Duncan et leur société Zero Gravity Management, Warren Goz et Eric Gold via Sculptor Media, Gerard Butler et Alan Siegel via G-BASE Productions et par Joe Carnahan et Frank Grillo et leur société WarParty Films,.
En octobre 2020, Alexis Louder rejoint la distribution. Elle est suivie par Ryan O'Nan, Kaiwi Lyman-Mersereau (en) et Toby Huss,.

### Tournage
Le tournage débute en octobre dans les Blackhall Studios à Atlanta. Il se déroule également à Albuquerque au Nouveau-Mexique. Le 2 octobre 2020, les prises de vues sont stoppées lorsque trois membres de l'équipe sont testés positifs au Covid-19. Le tournage reprend le 5 octobre 2020 avant de s'achever définitivement le 19 novembre 2020.

## Accueil

### Critique
Le film reçoit des critiques plutôt positives. Sur l'agrégateur américain Rotten Tomatoes, il récolte 81% d'opinions favorables pour 102 critiques et une note moyenne de 6,5⁄10. Le consensus du site résumé les critiques compilées : « Cela n'ajoute pas beaucoup de nouveaux ingrédients au genre, mais les fans d'action à la recherche d'un thriller à l'ancienne seront ravis d'acheter ce que Copshop vend ». Sur Metacritic, il obtient une note moyenne de 61⁄100 pour 22 critiques.
Ian Freer du magazine Empire décrit le film comme « un thriller simple et efficace, Copshop double le plaisir pulp des années 70. Il offre peu de nouveauté mais a assez de vigueur pour compenser »

### Box-office
| Pays ou région    | Box-office  | Date d'arrêt du box-office | Nombre de semaines |
| ----------------- | ----------- | -------------------------- | ------------------ |
| États-Unis Canada | 5 213 243 $ | 21 octobre 2021            | en cours           |
| Total mondial     | 6 700 539 $ | -                          | -                  |